# Polizia a cavallo del Nord Ovest
La polizia a cavallo del Nord Ovest, ufficialmente (in inglese) North-West Mounted Police e dal 1904 Royal Northwest Mounted Police, è la forza di polizia canadese creata nel 1873 ad ordinamento militare per mantenere l'ordine pubblico nei Territori del Nord-Ovest. Il corpo diede origine all'attuale forza di polizia canadese, la Royal Canadian Mounted Police, nella quale esso stesso confluì nel 1920, fondendosi con la Dominion Police. Il nomignolo "giubbe rosse", derivato dal colore dell'uniforme, con il quale tuttora viene chiamata la Regia polizia a cavallo del Canada, fu coniato in un primo momento proprio per la polizia a cavallo del Nord Ovest.

## Fondazione
Il primo ministro, John Alexander Macdonald, dopo l'acquisto dei Territori dalla Compagnia della Baia di Hudson, decise di stanziarvi una forza permanente. Le relazioni di alcuni ufficiali suggerirono che 100-150 fucilieri a cavallo avrebbero potuto garantire la legge nei territori. Macdonald annunciò che il corpo si sarebbe chiamato North West Mounted Rifles (Fucilieri a cavallo del Nord-Ovest), ma i timori che gli Stati Uniti potessero prendere lo schieramento di forze al confine come una provocazione lo portarono poi a ribattezzarlo North-West Mounted Police (NWMP).